# Elyaniv Barda
Pour les articles homonymes, voir Barda.
Elianiv Barda est un footballeur israélien né le 15 décembre 1981 à Beer-Sheva. Il joue au poste d'attaquant reconverti entraîneur.

## Biographie
En 2007, le joueur débarque en Belgique, au Racing Genk. Il se met rapidement en évidence avec le club limbourgeois, et remporte la Coupe de Belgique en 2009 et 2013, mais aussi le titre de champion de Belgique en 2011. Il prend part à toutes les rencontres des phases de poules de la Ligue des Champions 2011-2012, n'étant titulaire que lors de deux des six rencontres.
Le 6 novembre 2017, Barda est frappé par un ballon en plein thorax à l'entraînement, et est victime d'un arrêt cardiaque. L'intervention rapide d'un masseur du Hapoël, ainsi que des services de secours, permet de sauver la vie de l'international israélien.

## Palmarès
- Champion d'Israël en 2004, 2005, 2016 et 2017
- Vainqueur de la Coupe d'Israël en 2006 et 2007 avec l'Hapoël Tel-Aviv
- Champion de Belgique en 2011 avec le KRC Genk
- Vainqueur de la Coupe de Belgique 2009 et 2013 avec le RC Genk